# Hawa Ahmed
Hawa Ahmed  (somaliska: Xaawo Axmed, arabiska: حواء أحمد), född 1989 i Somalia, är en svensk modell och vinnare av säsong 4 av Top Model Sverige

## Biografi
Ahmed har fyra systrar och tre bröder. Efter att ha tillbringat sina tidiga år i Mombasa, Kenya, kom hon vid sju års ålder till Sverige.
Ahmed började tävla i olika modelltävlingar. År 2007 bestämde hon sig för att söka till Top Model Sverige. Hon kom med och vann hela tävlingen.